# Nivatunturi (kulle, lat 67,81, long 28,72)
Nivatunturi är en kulle i Finland. Den ligger i Savukoski kommun och landskapet Lappland, i den norra delen av landet, 900 km norr om huvudstaden Helsingfors. Toppen på Nivatunturi är 323 meter över havet.
Terrängen runt Nivatunturi är huvudsakligen platt. Trakten runt Nivatunturi är nära nog obefolkad, med mindre än två invånare per kvadratkilometer. Det finns inga samhällen i närheten. 